# Râul Tricova
Râul Tricova este un curs de apă, afluent al râului Ibăneasa. 